# Contrada
Contrada ist eine italienische Gemeinde mit 2917 Einwohnern (Stand 31. Dezember 2023) in der Provinz Avellino in der Region Kampanien.

## Geografie
Die Nachbargemeinden sind  Aiello del Sabato, Avellino, Forino, Monteforte Irpino, Montoro und Solofra.